# Aleurotrachelus mauritiensis
Aleurotrachelus mauritiensis là một loài côn trùng cánh nửa trong họ Aleyrodidae, phân họ Aleyrodinae.
Aleurotrachelus mauritiensis được Takahashi miêu tả khoa học đầu tiên năm 1940.